# Cornelia de lusu
Cornelia de lusu ('Cornèlia sobre el joc') va ser una llei romana, potser establerta pel dictador Luci Corneli Sul·la l'any 673 ab urbe condita (81 aC), que prohibia apostar diners als jocs d'atzar, exceptuant el llançament de disc, les carreres a peu, els salts, la lluita i la manipulació de la llança. Al segle i la llei Publicia de lusu la va confirmar i posteriorment ho va fer la llei Titia de lusu.